# 長野県道106号・山梨県道610号原浅尾韮崎線
長野県道106号・山梨県道610号原浅尾韮崎線（ながのけんどう106ごう・やまなしけんどう610ごう はらあさおにらさきせん）は、長野県南佐久郡川上村原から山梨県北杜市明野町浅尾を経由し、山梨県韮崎市に至る一般県道である。
長野県と山梨県を信州峠を経由して結ぶ道路である。
長野県では路線の認定はされているものの実際には区域決定の告示がされていない。

## 概要

### 路線データ
- 起点：長野県南佐久郡川上村原（長野県道68号梓山海ノ口線交点）
- 終点：山梨県韮崎市藤井町駒井（駒井交差点＝国道141号交点）
- 陸上距離：12,624m

## 重複区間
- 山梨県北杜市須玉町比志・山梨県韮崎市藤井町駒井（駒井交差点）間：山梨県道23号韮崎増富線

## 通過する自治体
- 長野県
  - 南佐久郡川上村
- 山梨県
  - 北杜市
  - 韮崎市

## 交差している道路
- 長野県道68号梓山海ノ口線（長野県南佐久郡川上村）
- 山梨県道23号韮崎増富線（山梨県北杜市須玉町）
- 山梨県道601号増富若神子線（山梨県北杜市須玉町）
- 国道141号（山梨県韮崎市藤井町駒井・駒井交差点）

## 周辺
- 基督教自然学園高等学校
- 塩川ダム
- 北杜市立増富小学校
- 増富郵便局
- 江草郵便局
- 明野ひまわり郵便局
- 北杜市立明野中学校
- 北杜市立明野小学校
- 北杜市役所 明野総合支所
- 明野図書館
- 原簡易郵便局